# Vaccinium lundellianum
Vaccinium lundellianum L.O.Williams, 1965 è una pianta appartenente alla famiglia delle Ericacee.

## Distribuzione e habitat
L'areale di questa specie si estende dal sud del Messico (Chiapas) al Guatemala e all'Honduras.